# Unione Sportiva Avellino 1947-1948
Questa voce raccoglie le informazioni riguardanti l'Unione Sportiva Avellino nelle competizioni ufficiali della stagione 1947-1948.

## Rosa
| N. |                   | Ruolo | Calciatore         |
| -- | ----------------- | ----- | ------------------ |
|    | Italia (bandiera) | P     | Bitetto            |
|    | Italia (bandiera) | D     | Ferrante           |
|    | Italia (bandiera) | C     | M. Caroldi         |
|    | Italia (bandiera) | C     | Castelli           |
|    | Italia (bandiera) | C     | Carmine Corraretti |
|    | Italia (bandiera) | C     | M. Santamato       |
|    | Italia (bandiera) | A     | Chiodi             |
|    | Italia (bandiera) | A     | G. Galbersanini    |
|    | Italia (bandiera) | A     | Livio Gennari      |
|    | Italia (bandiera) | A     | Luigi Lo Schiavo   |
|    | Italia (bandiera) | A     | Isidoro Rescigno   |
|    | Italia (bandiera) | A     | Giuseppe Rodomonti |

| N. |                   | Ruolo | Calciatore     |
| -- | ----------------- | ----- | -------------- |
|    | Italia (bandiera) | A     | Franco Tanelli |
|    | Italia (bandiera) | A     | A. Zanardi     |
|    | Italia (bandiera) |       | Annese         |
|    | Italia (bandiera) |       | Beverelli      |
|    | Italia (bandiera) |       | Chiesa         |
|    | Italia (bandiera) |       | Del Prete      |
|    | Italia (bandiera) |       | Ferrucci       |
|    | Italia (bandiera) |       | Festa          |
|    | Italia (bandiera) |       | Perrucci       |
|    | Italia (bandiera) |       | Staffieri      |
|    | Italia (bandiera) |       | Zanelli        |